# РПГ-7В2 «Гая»
РПГ-7В2 «Гая» (азерб. Qaya Piyada Gumbaraatanı — пехотный гранатомёт) — ручной реактивный гранатомёт, выпускаемый министерством оборонной промышленности Азербайджана. Это модификация советского ручного гранатомета РПГ-7, предназначенная для поражения бронетехники и пехоты противника. 

## История
Пехотный гранатомёт РПГ-7В2 «Гая» был впервые представлен публике в начале 2012 года.
Гранаты РПГ-7В2 «Гая» азербайджанского производства успешно прошли испытания в соответствующем турецком ведомстве. По соглашению, необходимое количество гранат для РПГ-7 будет поставлено спецназу ВС Турции.

## Производство
Серийное производство РПГ-7В2 «Гая» началось в конце 2012 года. Министр оборонной промышленности Азербайджана заявил, что ручной гранатомёт производится для экспорта, но в случае необходимости начнутся поставки для военизированных структур Азербайджанской Республики.

## Конструкция
Из «Гая», имеющего длину 950 мм и вес 6,85 кг, можно производить 4-6 выстрелов в минуту. Ресурс гранатомёта составляет 250 выстрелов в официальном каталоге МНБ. Гранатомёт ПГО-7В3 УП-7 оснащен механическим оптическим прицелом. «Гая» имеет возможность вести огонь различными выстрелами калибром 40 мм: ПГ-7, ПГ-7ВМ, ПГ-7ВС, ПГ-7ВС1, ПГ-7ВЛ, ПГ-7ВР, ОГ-7В, ТБГ-7В. Данная модификация отличается наличием оптического прицела ПГО-7В3 или УП-7. Если граната РПГ-7, пролетев 920 метров, не находит свою цель, то срабатывает самоликвидатор. Доступен в американской версии РПГ-7 «РПГ-7 США».

## Сноски
1. ↑  Для выстрела ОГ-7В
2. ↑  Для выстрела ПГ-7ВР